# Hervey Degge Wilmot Sitwell
Hervey Degge Wilmot Sitwell, britanski general, * 1896, † 1973.